# てぃんく♪
てぃんく♪は、2015年4月19日に結成された愛知県名古屋市を拠点として東海地区を中心に活動する日本の6人組女性アイドルグループ。コンセプトは『パステル系ゆるかわ超王道アイドルユニット』。目標は『東海4県から世界へ』。
2020年ワンマンライブで過去最高の動員724名、ZeppNagoyaを1日で動員1,503名を記録した 。映画『てぃんく♪THE MOVIE』劇場公開を控えている。

## 概要
2015年4月19日に結成。東海を中心に活動中の8人組パステル系ゆるかわふわふわ超王道アイドルユニット。結成当初は『ティンカー☆ベル』というグループ名。2016年12月に現在のユニット名に改名した。主な活動として多治見駅前にて岐阜定期公演（毎月第4土曜）、大須X-HALLにて定期公演（毎月第4火曜）、毎週土日に年250本のLIVE活動を行っていた。

## 略歴
2015年
- 4月 - 『ティンカー☆ベル』結成

2016年
- 7月 - コンピレーションアルバム『アイドルライブラリー Vol.3』に参加
- 12月11日 - 1stワンマンライブ『魔法のライブが始まるよ!』を大須M.I.Dにて開催。ユニット名を『てぃんく♪』に改名

2017年
- 4月16日 - 2ndワンマンライブ『チュリララ』を大須M.I.Dにて開催

2018年
- 3月24日 - 岐阜で定期LIVEを開始
- 3月27日 - 名古屋で定期LIVEを開始[4]
- 5月20日 - 3rdワンマンライブ『PARADISE』を開催
  - 大須M.I.Dにて176名を動員[5]
  - 人気3曲を収録した『てぃんく♪トライアルCD』を発売
- 9月6日 - 冠番組『てぃんく♪のこっちおいでShow Time!!!!』がMID-FMにて放送開始[6]
- 9月 - 名古屋定期『菜月·月咲生誕SP』にて122名を動員。名古屋定期で過去最高の動員記録（当時）。前売り券は1時間でSOLD OUTした[7]
- 12月 - 『2018年下半期アイドルセレクト10』に選出[8]
- 12月25日 - 名古屋定期10回記念SPにて142名を動員。名古屋定期で過去最高の動員記録[9]

2019年
- 2月9日 - 同事務所から妹分ユニット『Rizm☆Attention』がデビュー。ライオンシアターにて初お披露目LIVE
- 2月23日 - 岐阜多治見ワンマンライブ
- 3月9日 - 4thワンマンライブ『Windy Love』を開催
  - 名古屋Renyにて634名を動員[10][3]
  - 2020年1月11日ZeppNagoyaにてワンマンライブ開催を発表[2][3]
  - 映画製作を発表。劇場公開予定[2][3]
  - 第3ユニット『ハニーエール研究生』結成を発表。近日募集開始[2][3]
- 4月29日 - 東京初のワンマンライブを渋谷eggmanにて開催[2][3]
- 7月20日、21日 - SEKIGAHARA IDOL WARS 2019にて初のメインステージでパフォーマンスを披露

2020年
- 1月11日 - 5thワンマンライブ『-DREAM STAGE-』を開催
  - ZeppNagoyaにて2部制を開催。【昼】主催の対バンライブに779名、【夕方】単独ライブに724名、計1,503名を動員[1]
  - 5月〜8月にかけて東名阪CLUB QUATTROツアーを発表[1]
- 10月24日 - 4月25日に加入した七瀬雪乃が不慮の事故により10月17日に死去したことをTwitterで発表[11][12]。亡くなる前日までSNSを更新しており、事故の詳細や死因などは公表されていない。

2022年
- 12月23日 - 日本ご当地アイドル活性協会が選ぶ『2022年下半期アイドルセレクト10』に選出[13]

2023年
- 10月19日 - 12月27日をもって現体制を終了することを発表[14]。

## メンバー
| 名前          | よみ            | 生年月日              | 身長  | カラー                 | 備考                                                       |
| ------------- | --------------- | --------------------- | ----- | ---------------------- | ---------------------------------------------------------- |
| 柚木 未瑠     | ゆずき みる     | 2月27日               | 148cm | らぶりぃぴんく         | 2017年8月10日加入                                          |
| 恋咲 れいな   | こいさき れいな | 4月11日               |       | ローズレッド           |                                                            |
| 日奈森 ありあ | ひなもり ありあ | 8月27日               |       | デイジーオレンジ       |                                                            |
| 戸高 りんね   | とだか りんね   | 11月16日              | 160cm | マジカルレモンイエロー | 2018年6月16日加入 2020年3月15日卒業 2020年8月8日再デビュー |
| 藍乃 りと     | あいの りと     | 2002年1月29日（23歳） | 164cm | ターコイズブルー       |                                                            |

### 過去のメンバー
| 名前          | よみ              | 生年月日                                 | 身長  | カラー               | 備考 |
| ------------- | ----------------- | ---------------------------------------- | ----- | -------------------- | --- |
| 岩田 愛加     |                   |                                          |       |                      | 2015年6月28日活動休止                                                                                       |
| 吉牟田 純菜   |                   |                                          |       |                      | 2015年12月3日除名                                                                                           |
| 兎萠 音乃     | ともえ おとの     |                                          | 155cm | 紫                   | |
| 双葉 玲佳     | ふたば れいか     | 2001年6月2日（23歳）                     | 155cm | 青                   | |
| 白花 瑞季     |                   | 1997年5月9日（27歳）                     |       |                      | 2016年7月31日卒業                                                                                           |
| 子守 紗彩     | こもり さあや     |                                          | 147cm |                      | 2016年5月30日加入 2016年9月30日脱退                                                                         |
| 市原 友梨     | いちはら ゆうり   | 2000年11月28日（24歳）                   | 155cm | 青                   | 2017年7月28日卒業                                                                                           |
| 南雲 美桜     | なぐも みお       |                                          |       |                      | 2017年8月10日加入                                                                                           |
| 小山 早紀     | こやま さき       |                                          |       |                      | 2015年10月5日加入 2017年9月2日卒業                                                                          |
| 伊藤 杏那     | いとう あんな     | 4月26日                                  | 162cm |                      | 2017年10月1日卒業                                                                                           |
| 松島 朱里     | まつしま じゅり   | 1995年8月12日（29歳）                    |       |                      | 2017年12月29日卒業                                                                                          |
| 如月希有      | きさらぎ きあら   |                                          |       | 濃いピンク           | 2017年4月16日デビュー&卒業 2017年12月3日所属 2018年2月17日活動休止                                          |
| 園原 ゆらら   |                   | 2004年2月27日（21歳）                    |       | オレンジ             | 2017年12月15日所属2019年7月28日卒業                                                                         |
| 渋谷 エミ     | しぶや えみ       | 2002年                                   | 152cm | 緑                   | 2018年4月15日卒業                                                                                           |
| 大久利 五十鈴 | おおくり いすづ   |                                          |       | 赤                   | 2015年10月5日加入 2018年4月24日卒業                                                                         |
| 相沢菜月      |                   |                                          |       | 水色                 | 2017年12月3日加入 2019年4月7日卒業                                                                          |
| 井上芽衣      |                   | 1999年6月??日                            |       | ビビットピンク       | 2018年3月19日加入 2019年6月30日卒業 2019年7月24日P-Locoに所属                                               |
| 一ノ瀬 月咲   |                   | 2000年9月26日（24歳）                    |       | 赤                   | 2018年6月16日加入 2019年9月24日卒業                                                                         |
| 乙守 鏡莉     | おともり きょうり | 2004年10月6日（20歳）                    | 145cm | 紫                   | 2018年1月20日加入 2020年3月13日卒業                                                                         |
| 桜田 姫花     | さくらだ ひめか   | 2004年3月30日（20歳）                    |       | ホワイト             | 2017年12月3日加入 2020年4月19日卒業 Melty adorableメンバー                                                  |
| 月城 樹理     |                   | 2004年9月7日（20歳）                     |       |                      | 2020年9月6日卒業                                                                                            |
| 星名 桃佳     | ほしな ももか     | 3月4日 (24歳)                            | 152cm | ビビットピンク       | 趣味:食べること 2019年7月16日加入 2020年8月23日卒業                                                         |
| 兎未 めろ     | うさみ めろ       | 1998年7月28日（26歳）                    | 158cm | スカイブルー         | 趣味:マイメロ集め 2019年8月2日加入 2021年4月4日卒業 現なないろ∞ミルキーウェイ                               |
| 七瀬 雪乃     | ななせ ゆきの     | 2003年3月11日 - 2020年10月17日（17歳没） | 158cm | ホワイト             | 2020年4月25日加入 2020年10月17日に17歳で死去                                                                |
| 池田 さやか   | いけだ さやか     | 2001年11月20日（23歳）                   | 150cm | オレンジ             | 趣味:料理、メイク研究 2020年6月7日加入 2020年12月7日活動辞退                                                |
| 猫宮 まじゅ   | ねこみや まじゅ   |                                          |       |                      | 2020年1月27日加入                                                                                           |
| 苺川 あい     | いちかわ あい     | 3月24日                                  |       |                      | 2020年2月26日加入 2020年6月5日活動辞退                                                                      |
| 福本 もあ     | ふくもと もあ     |                                          |       |                      | 2020年6月7日加入 2020年7月10日活動辞退                                                                      |
| 小花 有咲     |                   |                                          |       | 紫                   | 2022年4月19日加入                                                                                           |
| 萩野 月       | はぎの るな       | 10月13日                                 |       | 水色                 | 2021年4月5日加入 2022年4月10日卒業                                                                          |
| 要 英玲羽     | かなめ えれは     | ????年2月25日                            | 165cm | イエローグリーン     | 趣味：緑のものを集めること 特技：演技、ライブでの煽り 2017年8月10日加入 2022年3月5日卒業 現ふるふるしっぽ？ |
| 押水 めあ     | おしみず めあ     | 10月24日                                 |       | ビビットピンク       | 2021年4月5日加入 2022年4月10日卒業                                                                          |
| 水瀬 桜夢     | みなせ らむ       |                                          |       |                      | |
| 椎奈 翠       | しいな すい       |                                          |       | チョコミントグリーン | 2023年5月15日活動辞退                                                                                       |
| 紫月 るう     | しづき るう       |                                          |       | フェアリーパープル   | 2023年8月6日活動辞退                                                                                        |

卒業メンバー
入山智花

## 楽曲
【MV】と特記するもの以外、公式チャンネルにおける最新のライブ映像です。
- チュリララ - YouTube
- こっちおいでShowTime!!
- Colorful Days - YouTube
- 愛がとまらない
- FRESH CANDY - YouTube
- ゆめのピクニック
- 【MV】二人の約束 - YouTube
- スペシャルタイム
- Twinkle Star
- Shiny Darling - YouTube
- ポッピンスマイル - YouTube
- Windy Love - YouTube（作詞、作曲、編曲:zig）
- てぃんく♪てぃんく♪すたー - YouTube（作詞:利根川貴之／作曲:利根川貴之、坂和也／編曲:坂和也&Wicky.Recordings）
- 声にならない想い - YouTube（作詞、作曲:ながいたつ／振付:宮下佳織）
- いじわるboyfriend - YouTube（作詞:利根川貴之／作曲:利根川貴之、坂和也／編曲:坂和也&Wicky.Recordings）
- 【MV】卒業って決めちゃうまで - YouTube（作詞、作曲:DELARYOTA／振付:宮下佳織）
- 【MV】歌え！踊れ！てぃんくるぱーてぃー！ - YouTube（作詞、作曲:ながいたつ）
- 【MV】だいきらい♡ - YouTube（作詞:ひらいけんた／作曲:小川慶人）

## 作品

### シングル
| #   | 発売日        | タイトル                           | 形態           | 収録曲                                                | 最高位 | 備考 | 品番/規格品番 |
| --- | ------------- | ---------------------------------- | -------------- | ----------------------------------------------------- | ------ | ---- | ------------- |
| 1st | 2018年6月6日  | てぃんく♪トライアルCD              | amazon限定配信 | ・チュリララ ・こっちおいでShowTime!! ・Colorful Days | -      | -    | -             |
| 2nd | 2018年11月7日 | てぃんく♪トライアル vol.2 - Single | Apple Music    | ・愛がとまらない ・FRESH CANDY ・ゆめのピクニック     | -      | -    | -             |
| 3rd | 2018年12月5日 | 二人の約束 - Single                | Apple Music    | ・二人の約束                                          | -      | -    | -             |

## 出演

### ラジオ
- レギュラー
  - てぃんく♪の『こっちおいでshow time!!』（毎週水曜22:30～、2018年9月5日〜2020年1月29日 MID-FM）[6]

### 雑誌
- 月刊Cheek - 連載

### 舞台
- アリスインプロジェクト「真説・まなつの銀河に雪のふるほしNAGOYA[56]」（2017年6月7日 - 12日、うりんこ劇場） - 渋谷エミ：雪組 マルゼ 役、小山早紀：星組 マルゼ 役
- アリスインプロジェクト×演劇組織KIMYO「レッド・ホット・キッチン[57]」（2018年6月6日 - 11日、うりんこ劇場） - 要英玲羽：小林美麗 役
- アリスインプロジェクト「アリスインデッドリースクール楽園・NAGOYA[58]」（2019年6月5日 - 10日、うりんこ劇場） - 要英玲羽：高森朝代 役、柚木未瑠：光組・志倉夏樹 役

## イベント
- 大型フェス
  - FREEDOM NAGOYA 2015
  - 栄ミナミ音楽祭
  - SEKIGAHARA IDOL WARS 〜関ケ原唄姫合戦〜2016、2017、2018、2019
  - オートトレンド名古屋
  - IDOL EXPO
  - でらロック
  - GOLD RUSH

## Rizm☆Attention
Rizm☆Attention（りずむ あてんしょん）は、2019年2月9日に結成された愛知県名古屋市を拠点として東海地区を中心に活動する日本の女性アイドルグループ。コンセプトは『元気系テンションアップユニット』
略歴
- 2019年1月、有栖玲佳が辞退。学業の優先。
- 2019年2月9日、月城樹里、河愛りあ、竹村未羽、蒼衣咲季、萌月りりか、茉白のあの6名でデビュー。
- 2019年6月17日、2019年上半期（第12回）アイドルセレクト10に初選出[60]
- 2019年7月、竹村未羽、蒼衣咲季、茉白のあ、萌月りりかが卒業。
- 2019年8月16日、公式ブログで活動休止を発表。月城は「てぃんく♪」に移籍。河愛は学業との両立が難しくなってきたことからアイドル活動を終了。
- 2020年11月4日　新生Rizm☆Attentionのメンバーとして桃瀬らら、藤咲心愛、芹沢萌叶、深雲ゆなを発表。
- 2020年11月21日、新生Rizm☆Attention　今池ボトムラインにて初ライブ。
- 2020年12月7日、芹沢萌叶が活動辞退[61]。
- 2021年3月6日、兎月あむと夢乃になが加入[62]。
- 2021年4月29日、桃瀬ららが卒業[63]。
- 2021年5月1日、ましろふわりが加入。
- 2021年7月20日、ましろふわりが卒業[64]。
- 2021年8月21日、現体制を終了[65]。

特徴
汗を流したいファンが始めた『振りコピ部』が人気を呼ぶ。
旧メンバー
※卒業時の年齢
| 名前          | よみ            | 生年月日 | カラー | 備考                                                               |
| ------------- | --------------- | -------- | ------ | ------------------------------------------------------------------ |
| 竹村 未羽     | たけむら みう   | 17才     | 赤     | 趣味：ダンス、アイドル、邦ロック。グループの中では自称"純粋担当"   |
| 茉白 のあ     | ましろ のあ     | 18才     | ピンク | 趣味：YouTube、特に女子アイドル鑑賞                                |
| 河愛 りあ     | かわい りあ     | 19才     | 白     | 趣味：miffy＆しろたん、服、コスメが好き                            |
| 月城 樹理     | つきしろ じゅり | 15才     | 紫     | 趣味：ダンス、ドラム、アニメ、コスプレ。グループ最年少             |
| 蒼衣 咲季     | あおい さき     | 17才     | 青     | 趣味：サンリオ、クレヨンしんちゃん好き。喋り方、絵が可愛い         |
| 萌月 りりか   | もえつき りりか | 18才     | 黄色   | 趣味：お菓子、かわいいもの好き。チャームポイントは笑うと出る八重歯 |
| 桃瀬 らら     | ももせ らら     | 11月12日 |        | 元Ikenai Rouge Majic                                               |
| 芹沢 萌叶     |                 |          |        |                                                                    |
| 深雲 ゆな     |                 |          | 青     | たくさん 褒めて…?                                                  |
| 藤咲 心愛     | ふじさき ここあ |          | ピンク | ツンデレ だけど、許してねっ!!                                      |
| 兎月 あむ     |                 |          | 白     | 寂しいと 死んじゃうっ… 𓈒𓏸                                          |
| ましろ ふわり |                 | 17才     | 黄色   | 君との はじめて を たくさん ✩.*˚                                   |
| 夢乃 にな     |                 |          | 紫     | 私の 虜 になってみる… ? ❤︎                                          |

楽曲
- 【MV】LikeLikeLove
- コイノハナビラ - YouTube
- 魔法のリズム - YouTube